# Кинле, Рихард фон
Рихард фон Кинле (нем. Richard von Kienle, 9 февраля 1908, Вальдсхут-Тинген, Германская империя — 18 мая 1985, Западный Берлин, ФРГ) — немецкий филолог и языковед, руководящий сотрудник Аненербе.

## Биография
Изучал германистику, филологию и языкознание в Гейдельберге. В 1932 г. защитил кандидатскую, в 1934 г. - докторскую диссертации. С октября 1933 г. работал ассистентом в лингвистическом семинаре в Гейдельберге, также работал в Потсдаме. С 1934 г. доцент в Гейдельберге, с 1941 г. - профессор в Гамбурге. 
В годы нацизма состоял в Национал-социалистическом союзе доцентов. Как выдающийся языковед был привлечён к работе в Аненербе, где возглавлял учебно-исследовательский отдел индогерманской германской культуры и языков, в задачи которого входило не только изучение культурного наследия и лингвистических особенностей родственных немцам народов, но и научное обоснование одного из главных тезисов национал-социалистической идеологии - главенства биологических факторов над культурными. На этой должности фон Кинле также участвовал в выявлении и присвоении различных объектов культуры (в частности, книжных собраний в Швейцарии).
После войны Кинле было запрещено преподавать, однако в 1953 г. он вернулся к работе в качестве профессора индогерманского языкознания Свободного университета Берлина. 

## Сочинения
- Tier-Völkernamen bei indogermanischen Stämmen, in: Worter und Sachen 14 (1932).
- (mit Ida Schlender) Germanische Mythologie : Religion und Leben der Germanen. Berlin : Voegel, 1934.
- Jupiter Optimus Maximus und Juno Regina, ein Götterpaar aus der Germania Superior, in: Saarpfälzische Abhandlungen 1, 1937, S. 23-36.
- Germanische Gemeinschaftsformen [= Deutsches Ahnenerbe, Reihe B: Fachwissenschaftliche Untersuchungen; Abteilung: Arbeiten zur Germanenkunde, Bd. 4], Stuttgart 1939.
- Gotische Texte. Mit einem Glossar. Heidelberg : C. Winter, 1948.
- Glossar zu Cornelius Nepos, Ausgewahlte vitae. Heidelberg : Kerle, 1949
- Lateinisch-deutsches Wörterbuch. Heidelberg : Kerle, 1952.
- Fremdworter-Lexikon. Gütersloh 1964
- Historische Laut- und Formenlehre des Deutschen. Tubingen : Niemeyer, 1960 (неоднократно переиздавалась).